# На дальних берегах
«На дальних берегах» (азерб. Uzaq sahillərdə) — советский фильм 1958 года по мотивам одноимённой повести Гасана Сеидбейли и Имрана Касумова «На дальних берегах».

## Сюжет
Фильм снят по мотивам одноимённой повести Гасана Сеидбейли и Имрана Касумова «На дальних берегах». Картина повествует о подвигах советского партизана и разведчика, участника движения Сопротивления против фашизма азербайджанца Мехти Гусейн-заде, сражавшегося в партизанском отряде в Италии во время Второй мировой войны.

## В ролях
- Нодар Шашик-оглы — Мехти Гусейн-заде (Михайло)
- Юрий Боголюбов — Веселин
- Агния Елекоева — Анжелика

- Алескер Алекперов — Ферреро
- Лев Бордуков — Карранти
- Андрей Файт — Мазелли
- Григорий Шпигель — Шульц
- Николай Боголюбов — Тинти
- Адиль Искендеров — Росселлини
- Мария Фигнер — Пепитта

Остальные актёры указаны как исполнители эпизодических ролей
- Константин Адамов
- Лев Грубер
- Салман Дадашев
- Лидия Драновская — радистка
- Вальдемар Зандберг
- Константин Мякишев
- Талят Рахманов
- Анатолий Фалькович — патрульный
- Борис Чинкин — Сергей Любимов
- Сергей Юртайкин — югослав
- Ян Янакиев — партизан-француз Анри
- Гаджимурад Ягизаров — партизан

## Съёмочная группа
- Сценаристы:
  - Имран Касумов
  - Гасан Сеидбейли
- Режиссёр-постановщик: Тофик Таги-заде
- Оператор-постановщик: Али-Саттар Атакишиев
- Художники: Джебраиль Азимов, Кямиль Наджафзаде
- Композитор: Кара Караев
- Звукооператор: Агагусейн Керимов
- Текст песен: Евгений Долматовский
- Режиссёр: Руфат Шабанов
- Оператор: Расим Оджагов
  - Комбинированные съёмки: художник — Мирза Рафиев, оператор — Сергей Ключевский
- Директор: Теймур Усейнов
- Дирижёр: Ниязи

## Награды
- На Всесоюзном Кинофестивале II-ой приз за музыку композитору Кара Караеву (Киев,1959).

## Оцифровка
В 2025 году, по заказу посольства Азербайджана в Германии, была оцифрована и восстановлена немецкоязычная версия фильма, качество изображения и звука было значительно улучшено. Немецкий дубляж фильма был сделан студией DEFA в 1959 году, и фильм был показан под названием «Damals in Triest».